# Karlsösallat
Karlsösallat, Lactuca quernica, är en art i familjen korgblommiga växter, som huvudsakligen förekommer i centrala Mellaneuropa med kärnområdet kring Ungern och norra Balkan. I Sverige är Karlsösallat endast känd från Karlsöarna.
Karlsösallat påträffades första gången av Carl von Linné på Lilla Karlsö 1741. Därefter dröjde det till 1890, innan Karl Hedberg återupptäckte arten på samma ö. År 1936 upptäcktes arten även på Stora Karlsö.
Örten är två- eller treårig och trivs bäst på stenig, mullhaltig kalkjord i skugga eller halvskugga på lövskogsbevuxna branter. Det vetenskapliga artnamnet kommer av släktets parflikiga, tandade ekbladslika blad. Bladen sitter strödda längs stjälken och är mindre ju högre upp de är placerade. De gula blommorna sitter samlade i en tät klase och blommar en i sänder under högsommaren. Vid slutet av blomningen kan blomklasen vara över tre centimeter lång.
Arten är fridlyst i Sverige och rödlistad som Starkt hotad, EN.